# Ètnia creek
|  | Per a altres significats, vegeu «llengua creek». |

Els creek eren una confederació tribal anomenada també muskogee o muskogi, del grup lingüístic muskogi, que inclou altres tribus com hitchitis i yamasees. S'anomenaven Atasi o Abihki. Es dividien en dos grups: 
- Upper Creek, també anomenat muskogee (segons alguns, prové del protoalgonquí maskeg "pantà"). La seva capital era la vila de Coweta, vora Chattahooche (Flint, Geòrgia).
- Lower Creek, que inclou els hitchiti i alibamu.

## Localització

Bandera de la Nació Creek

Ocupaven el territori limitat al Nord pel riu Congaree (Carolina del Sud), fronterer amb els catawba, al NO amb els Apalatxes i el riu Tallapoosa (Geòrgia), on limitaven amb els cherokees, a l'Oest amb el riu Coosa (Alabama) fronterer amb els alibamu i koasati, i al sud amb Florida. Es dividien en ciutats, que encara el 1900 eren agrupades així:
- Blanques: Kasihta, Hitchiti, Abihka, Okfuskee, Okchai, Ochiapofa, Tulsa, Lochapoka, Tuskegee, Koasati, Wiwohka, Wiogufki, Tokpfka, Nuyaka, Okmulgee, Asilanapi, Yuchi i Pakana.
- Roges: Coweta, Tukabatchee, Laplako, Atasi, Kealeychi, Chiaha, Osochi, Alibamu, Eufaula, Hilabi, Hothliwahali i Talmuchasi.

Des del 1835 viuen majoritàriament als comtats de Hughes i Tulsa (Oklahoma), sent reubicats per la Indian Removal Act, formant una reserva a l'antic Territori Indi i posseeixen la terra en fideïcomís, com els de les Ciutats Tribals de Thlopthlocco i Kialegee. Un grup d'ells, la Poarch Band of Creek, viuen a Mississipi, i d'altres petits grups a Alabama i Louisiana.
Actualment estan dividits en les següents tribus reconegudes federalment:
- Nació Muscogee (Creek) d'Oklahoma, uns 81.685 membres (segons el cens de 2010)
- Ciutat Tribal Alabama-Quassarte a Oklahoma, 193 membres (segons el cens de 2010)
- Ciutat Tribal Kialegee a Oklahoma, 20 membres (segons el cens de 2010)
- Ciutat Tribal Thlopthlocco, a Oklahoma, 120 membres (segons el cens de 2010)
- Banda Poarch d'indis creek d'Alabama, 3.255 membres (segons el cens de 2010)
- Tribu Coushatta de Louisiana, a Louisiana, 1.279 membres (segons el cens de 2010)
- Tribu Alabama-Coushatta de Texas, 1.299 membres (segons el cens de 2010)

També hi ha algunes tribus reconegudes estatalment:
- Tribu Lower Muskogee Creek (Est del Mississipi) a Geòrgia, 1.267 membres (segons el cens de 2010)

## Demografia
El 1775 hi havia 11.000 individus en 55 viles; el 1785 eren 19.000, dels quals 5.400 eren homes, i cap al 1789 eren 24.000, dels quals 6.000 eren guerrers. El 1830 eren 22.000 individus. El 1901 eren 18.761 membres de la tribu, dels quals 11.952 eren indis purs i 6.809 eren negres i mestissos. El 1940 n'hi havia uns 16.000 de pura sang, i cap al 1970 vivien uns 20.000 a Oklahoma, dels quals només la meitat parlava la llengua aborigen.
El 1990 eren uns 30.000 individus, dels quals uns 15.000 vivien a Oklahoma a les terres que tenen en fideïcomís, uns 600 a Florida i uns 500 al SO d'Alabama, que han perdut la llengua i bona part dels costums de la tribu. El 1995 eren 43.550 segons la BIA, dels quals uns 1.673 (2.154 al rol tribal) a la Poarch Creek d'Alabama i 64.330 (40.170 en el rol tribal) a l'agència Okmulgee d'Oklahoma.
Segons dades del cens dels EUA del 2000, hi havia 71.310 creek als EUA, repartits entre els següents conceptes:
| Fracció                       | D'una tribu | Dues tribus | Una tribu més altres races | Dues tribus més altres races | Total  |
| Creek Alabama                 | 19          | 1           | 23                         | 2                            | 45     |
| Quasarte Alabama              | 103         | 1           | 83                         | 3                            | 190    |
| Muskogee Nation               | 36.654      | 5.493       | 20.450                     | 3.934                        | 66.531 |
| Eastern Creek                 | 654         | 9           | 410                        | 5                            | 1.378  |
| Eastern Muskogee              | 12          | -           | 5                          | -                            | 17     |
| Kialegee                      | 28          | 8           | 4                          | 6                            | 46     |
| Lower Muskogee Creek Tama     | 854         | 4           | 197                        | 3                            | 1.058  |
| Machis Lower Creek            | 302         | 2           | 83                         | -                            | 387    |
| Poarch Creek                  | 1.167       | 9           | 330                        | 4                            | 1.310  |
| Principal Creek Indian Nation | 21          | 1           | 27                         | 3                            | 52     |
| Star clan of Muskogee Creeks  | 67          | 4           | 26                         | -                            | 97     |
| Thlopthlocco Town             | 18          | 3           | -                          | 3                            | 24     |
| Tuckabachee                   | 4           | -           | 3                          | -                            | 7      |
| Total                         | 40.223      | 5.495       | 21.652                     | 3.940                        | 71.310 |

## Costums
Eren agricultors, conreaven blat de moro, pèsols i carabasses, de la qual cosa se n'encarregaven els dones. Cada família disposava d'un petit hort conreat per les dones de la propietat; endemés, cada vila tenia un hort comunal que era organitzat en seccions familiars. Cada família recollia pel seu propi ús, però una porció sempre era guardada en el graner comunitari. La cacera i la pesca eren importants com a suplement. Cada vila tenia territoris de cacera, alguns dels quals arribaven a 320-480 kilòmetres lluny. Caçaven amb arcs, fletxes i llances de canya, però a l'arribada dels europeus adoptaren els fusells. Eren d'alçada mitjana, el color de cara entre groc i gairebé blanc.
Vivien en ciutats, que es dividien en blanques, encarregades de la pau i dels afers civils i que controlaven el poder executiu de la Confederació, i roges, encarregades dels afers militars i preparades per a la guerra i que controlaven el legislatiu i el judicial. La principal era Okmulgee. Cada ciutat era fortificada i tenia una plaça o mercat comunal al voltant del qual s'agrupaven les cases, les quals tenien una estructura rectangular de quatre parets enganxades amb pals i fang embardissat. Les cases tenien el sostre caigut, cobert de palla o escorça, amb forats per al fum.
Des del 1865 dominaren les ciutats roges. Nogensmenys, les ciutats no eren permanentment blanques o roges, sinó que podien canviar quan era vençuda quatre cops per una ciutat de l'altra banda en el joc de pilota, esport molt dur que substituïa la guerra. Les ciutats eren unitats sociopolítiques equivalents als tribus, compostes de persones pertanyents a un centre cerimonial, una plaça quadrada. Parlaven muskogi i hitchiti, però també alibamu, koasati, natchez i yuchi, tot i que el muskogee era la llengua de la confederació.
Els centres cerimonials eren anomenats chafoka. Consisitien en rotondes circulars fetes de morter amb sostre d'argila i escorça. Tenien temples, que eren edificis amb forma de cúpula coberts de pals sobre un monticle de vuit peus, el qual gaudia d'unes escales tallades a l'entrada del temple. A cada vila hi havia una plaça central i un lloc per jugar a chunckey, un popular joc de pilota, i també el lloc on els presoners eren cremats lligats en pals. Cada família tenia dues cases, una d'hivern amb sostre de palla o escorça i una llar enmig, i una cabana oblonga d'estiu, i si eren moltes, agrupades davant un foc.
Socialment, es dividien en 46 o 50 clans maternals (dels quals 23 eren hitchitis), de caràcter totèmic, distribuïts desigualment entre les ciutats on s'encarregaven de diferents oficis, alhora que s'encarregaven de castigar els assassinats. Cada clan tenia el seu consell anyal, i grups de clans podien reunir-se ocasionalment. A cada vila els clans tenien dues divisions, la blanca, relacionada amb la pau, i la chiloki ("parla diferent"), combinació de blanc i vermell. Alhora, cada vila era independent i era governada per un miko (cap) d'un clan escollit junt a un "cap bessó" posat per un altre clan. Eren ajudats per dos edils, un portaveu de pau i un portaveu de guerra anomenat tustennuggihlako (gran cap), i un Consell d'Homes Estimats escollits entre els guerrers dels diferents clans. Temps més tard, un altre grup o heniha, generalment del clan blanc, va prendre força autoritat en el consell.
Donaven gran importància als rangs, però més als mèrits propis que no pas als heretats. Com la majoria de pobles del SE, es tatuaven tot el cos. Cada tatuatge era una insígnia oficial d'ençà que era infant fins que assolia el rang de guerrer. També duien abillaments de cuir i plomes. No mataven els personers, sinó que els seus fills, lliures, passaven a formar part de la tribu. El seu principal ritual era el Poskitá o Festa del Moresc Verd, celebrada un cop l'any a la chakofa de la ciutat, i que podia durar vuit dies.

### Clans
Mentre que les famílies són les persones que estan directament relacionades entre si, els clans es componen de totes les persones que són descendents de la mateixa agrupació de clan ancestral. Igual que moltes nacions ameríndies, els Muscogee Creek són matrilineals; cada persona pertany al clan de la seva mare, que pertany a la família de la seva mare. L'herència i la propietat es passen a través de la línia materna. Els caps hereditaris van néixer en certs clans.
Els pares biològics són importants dins del sistema familiar però han de provenir d'un altre clan que el de la mare. Però, dins del clan, és el germà de la mare (relació de sang més propera de la mare) qui funciona com el principal mestre, protegeix, disciplina i dona exemple als nens, especialment per als nois. Els membres del clan no pretenen una "relació de sang", però consideren cadascun com a família a causa de la seva pertinença al mateix clan. Això s'expressa pel seu ús dels mateixos títols de parentiu, tant per a les relacions familiars com de clan. Per exemple, els membres del clan aproximadament de la mateixa edat es consideren els uns als altres "germà" i "germana", fins i tot si mai s'han vist abans. Els clans Muscogee són els següents:
- Clan de l'Os (Muklasalgi, Nokosalgi),
- Clan del Castor (Itamalgi, Isfanalgi, Itchhasuaigi),
- Clan de l'Ocell (Fusualgi),
- Clan de la Patata Dolça (Ahalakalgi),
- Clan de la Canya (Kohasalki),
- Clan del Cérvol (Itchualgi),
- Clan del Peix (Hlahloalgi),
- Clan de la Guineu (Tsulalgi),
- Clan de la Nou de Cària (Odshisalgi),
- Clan del Blat de Moro (Aktayatsalgi, Atchialgi),
- Clan del Talp (Takusalgi),
- Clan de la Llúdria (Osanalgi),
- Clan de la Pantera (Chukotalgi, Katsalg),
- Clan de l'Ós Rentador (Wahlakalgi, Wotkalgi),
- Clan de la Sal (Okilisa, Oktchunualgi),
- Clan de la Mofeta (Kunipalgi),
- Clan del Gripau (Pahosalgi, Sopaktalgi),
- Clan de la Tortuga (Locvlke) - relacionat amb el Clan del Vent
- Clan del Gat Salvatge (Koakotsalgi),
- Clan del Vent (Hutalgalgi),
- Clan del Llop (Yahalgi)[3] - relacionat amb el clan de l'Os.

A causa d'aquest sistema, els creek absorbiren els nens nascuts de pares europeus com a part dels clans de la seva mare, i els va criar com a creek. A vegades es veien avantatges de les aliances entre les filles d'alt rang dels caps i els comerciants europeus, que podrien proporcionar béns. Creien que els homes joves que arribaven a ser educats en els costums europeus podrien ajudar-los a gestionar les noves condicions relacionades amb el colonialisme, conservant importants tradicions creek.

## Història
Segons sembla, podrien ser descendents dels creadors de la cultura mississipiana dels Mount Builder, com els cherokees i iroquesos (complex de Moundville, vora Birmingham (Alabama), amb 20 túmuls grans a dos costats d'una plaça rectangular). El 1539 l'espanyol Hernando de Soto visità Cahokia Mounds i descriurà el seu territori, com també ho faria Tristan de Luna el 1559. No se sap ben bé quan es va fundar la federació. Durant el segle xvii vivien als marges del Mississipi, i al segle següent, amb 4.000 guerrers, ja dominaven tota Alabama i Geòrgia, ja que formaven entre 70 i 80 viles amb 7-8.000 habitants cadascuna. Fins aleshores la confederació havia mantingut lligams força llunyans i febles, i fins al segle xviii no es va instituir el Consell Anyal de la Confederació (aleshores tenien 20 viles i 20.000 habitants).
S'aliaren amb els anglesos en la Guerra Apalachee del 1703-1708 i durant la Guerra Yamasee del 1715-1728, alhora que atacaven les tribus de Florida (timuquanan, caluses) i hostilitzaren als espanyols. Van vendre a Oglethorpe llurs drets sobre la costa de Geòrgia. Durant la Guerra del 1755-1762 van ajudar els anglesos contra els francesos i llurs aliats potawatomi, ottawa i anishinaabemowin. Els caps dels creek de l'alt Canadian foren Little Doctor, Opothleyahola, Tamarthla Micco, Tukabatchee Micco (m. 1859) i Echo Harjo (1859-1861).

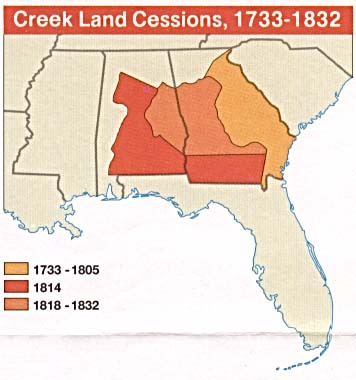
Cessió de terres creek 1733-1832

El 7 d'octubre del 1763 el cap Yahya Tustanage o Gran Morter va signar la Convenció d'Augusta amb els anglesos, per la qual es delimiten les fronteres de la colònia de Geòrgia i renuncien a la zona costanera de Geòrgia a canvi de restringir la colonització blanca al seu territori, de manera que no secundà la rebel·lió de Pontiac. Però el cap creek més important de l'època fou Alexander McGillivray (1759-1793), fill d'un comerciant escocès, Lachlan McGillivray, i de la mestissa creek Sehoy Marchand; comerciant pro-britànic, durant la guerra d'independència dels EUA fou probritànic, però el 1783-1793 signaria acords amb els EUA, qui el farien brigadier general, i amb Espanya. Fou partidari de no vendre la terra als blancs, en contra del parer d'altres caps com Hopoithle Mico de Tallahassee i Eneah Mico de Cussetta, que se sospiten que el van fer assassinar. També van redactar una constitució escrita i escolliren un Consell Nacional Creek.

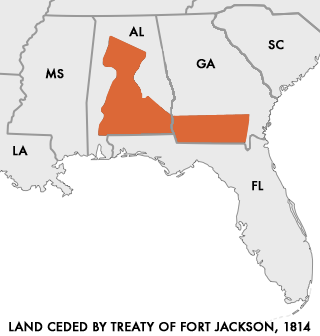
Mapa de les terres cedides el 1819

El 1811 es produí la revolta dels Red Sticks, dirigits per Hillis Hadjo o Crazy Medicine (Josiah Francis 1770-1818) profeta indi influït per Sekaboo, profeta amb Tecumseh, Cusseta Tustunnige (High Head Jim), Paddy Walsh i Peter MacQueen en suport de la revolta de Tecumseh. En general, vacil·laren a l'hora de donar-lo suport, però la pressió de la frontera i la propaganda britànica decidí als Upper a sumar-se a la guerra. En iniciar els britànics la Guerra del 1812, els creek es revoltaren i iniciaren la Guerra Creek quan el 27 de juliol del 1813 venceren als blancs a Burnt Corn, després de la qual Hillis Harjo va construir la vila sagrada d'Ecunchatee; però el 30 d'agost del 1813 els Red Sticks atacaren 553 colons fronterers a Lake Tensaw (nord de Mobile) i massacraren Fort Mims (250 morts). Això donà l'excusa perfecta al general Andrew Jackson per atacar Tallasahatchee i Talladega, matant moltes dones i nens. Endemés, el 27 de març del 1814 vencé els creek a Horsehoe Bend (Tohopeka, Alabama), on matà 800 creek i va fer 500 presoners. D'aquesta manera, els obligaria el 9 d'agost del 1814 a signar el Tractat de Fort Jackson, pel qual hagueren de cedir 23 milions d'acres, la meitat del seu territori. Endemés, el 1815 va cremar Ecunchatee i el 1818 va fer penjar de la forca Hillis Hadjo i Himollemico. En esvair-se la Confederació de Tecumseh.
El 12 de febrer del 1825 els Estats Units signaren el Tractat d'Indian Springs amb el cap dels Lower Creek, William McIntosh de Coweta, pel qual va vendre la major part de les terres creek a canvi de marxar a Oklahoma. Aquest motiu provocà que el 29 d'abril el Consell Nacional Creek el condemnés a mort i fos executat per Menawa d'Okfuskee, cap dels Red Sticks, i Etomne Tustunnugee.
Però la sort era decidida. El 1828 el president Andrew Jackson va ignorar tots els tractats fets amb els indis i recolza les accions dels estats: no se'ls pot obligar a marxar cap a l'Oest, però si decideixen quedar-se, hauran d'acomodar-se a les lleis estatals, que destrueixen llurs drets tribals i personals, alhora que els exposa a vexacions inacabables i a la invasió de colons blancs que volen llurs terres. En canvi, si decideixen marxar, els ofereix terres i ajuda econòmica per tirar endavant. Així, uns 22.000 creek d'Alabama decidiren signar el Tractat de Washington, pel qual cedeixen 5 milions d'acres, dels quals dos milions serien per a creeks particulars, que els podien quedar-se a Alabama sota protecció federal, o vendre'ls. Però molts passaven fam, i les terres foren envaïdes pels especuladors, cosa que provocaria la Guerra Creek del 1836 quan un grup d'indis afamats atacaren les granges dels blancs a la recerca de menjar. Jackson considerà aleshores que havien violat el tractat i els va fer traslladar encadenats sota vigilància militar en grups de dos o tres mil, amb les dones i nens a la rereguarda, i sense compensació econòmica. Els caps dels creek d'Arkansas fou William McKintosh (1795-1825), Roley McKintosh (1828-1859) i Motey Canard (1859-1861).
Per altra banda, uns 800 voluntaris creek que lluitaven amb els EUA contra els seminola sota la promesa de quedar-se a la tornada amb la protecció federal, van veure com llurs famílies eren atacades pels saquejadors blancs àvids de terres, robaren, expulsaren i violaren les dones. L'exèrcit les tancà a un camp de concentració a Mobile Bay, on moriren milers de fam i malalties. Quan els guerrers tornaren, també foren obligats a emigrar. I dels 611 que creuaren el Mississipi, en moriren 311.
Entre el 1836 i el 1840 foren desplaçats cap a Oklahoma, i separats dels osage per una franja de 90 kilòmetres; es van veure obligats a fer pactes amb comanxes i wichita. Un dels primers a arribar fou Roley MacKintosh, fill de William, amb 3.000 seguidors el 1837. Per altra banda, Opothleyahola fou un dels caps principals dels conservaduristes. Endemés, el 1835 els metodistes fundaren el diari en muskogee per a infants Istutsi in Naktsoka. Els upper (dirigits per Daniel MacKintosh, James Smith i George Stindham, aristòcrata i propietari d'esclaus) foren més influents i progressius, i per això, durant la guerra civil del 1860-1865, van tenir tractes amb els Estats Confederats d'Amèrica, mentre que els Lower (Coweta Mico Lotchochee i Oktarhassars Harjo, més conegut com a Sands), més assedegats de sang, van donar suport a la Unió, cosa que provocà divisions i enfrontaments interns entre ells.

Bandera dels Creek pro confederats, 1861-1865

Durant la guerra civil els caps foren Sands pels Upper Creek i Samuel Chocote pels Lower creek. El 1867 es van veure obligats a adoptar una nova constitució (Constitution of Nation Creek) i van fer un govern segons el sistema dels EUA. Samuel Chocote, pastor metodista, en fou el primer president del 1867 al 1879; això provocaria la revolta dels sectors més conservacionistes, dirigits per Sands, qui amb 300 partidaris va intentar donar un cop d'Estat. Lochar Harjo fou nomenat cap adjunt dels Creek del 1875 al 1875, i apaivagà els ànims; fou substituït per Locher Harjo (1875-1875) i Ward Coachman (1876-1879), però el 1879 Checote fou rescollit president i es repetí el conflicte amb guerres el 1881 i 1883 fins a la detenció dels caps, Sands i Ispaphechar. El 1883 fou nomenat president Joseph Perryman (1883-1887), Legus Perryman (1887-1895), Edward Bullette (1895) i Sparhecher (1895-1899).
El 1887 traduïren la bíblia al muskogee i bona part de la tribu fou convertida a la secta baptista. El darrer president creek, Pleasant Porter (1899-1907), intentà impedir l'Allotment Act del 1881 i la constitució de l'Estat d'Oklahoma, però no ho pogué impedir i el 1907 hagué de cessar el govern tribal, de manera que continuarien de manera oficiosa. Cap al 1909 eren 49 viles, governades per la House of Warriors (Congrés) i la House of Kings (Senat).
El 1901 hagueren de signar un tractat amb la Comissió Dawes per a parcel·lar les terres entre els 18.761 membres de la seva tribu, dels quals 11.952 eren indis purs i 6.809 eren negres i mestissos. Però el 1900-1901 es produiria la revolta de Crazy Snake o Chitto Hanjo contra els efectes de la Dawes Act, que acabà amb nombrosos detinguts i tancats en centre penitenciaris nord-americans.
Durant els anys posteriors lluitaren pel reconeixement d'un govern tribal propi i per la recuperació de les terres que havien hagut de vendre, cosa que els empenyé a la misèria. Alguns es convertiren a la Native American Church. Tot i així van nomenar presidents no reconeguts per EUA: Moty Tiger (1907-1917), George W. Grayson (1917-1920), Washington Grayson (1921-1923), George Hill (1923-1928), Henry Harjo (1930), Peter Ewings (1931), Roley Canard (1935-1939), Alex Noon (1939-1943), Roley Canard (1943-1951), John Davis (1951-1955), Roley Buck (1955-1957), Turner Bear (1957-1961) i W. E. Dode Mackintosh (1961-1971).
El 1971 els permeteren formar de nou un govern tribal. Claude Cox en fou elegit president del 1971 al 1991, i el 1975 redactaren una nova constitució. Alhora, Phillip Deere (1920-1985), líder espiritual dels creek d'Oklahoma, cap tradicionalista i descendent de resistents, passà a formar part de la direcció de l'AIM el 1982 i també formà part del IITC en representació dels creek i fundà el Cercle of Traditional Indian Elders. El 1991 fou escollit nou president creek Billy Fife, que el 1995 fou substituït per Robert Perry Beaver. El 1999 fou escollit A. D. Ellis, actual president.

## Llista de creek
- Opothleyahola
- Alexander McGillivray
- Menawa
- Peter McQueen
- William McIntosh
- Pleasant Porter
- Alexander Posey
- Louis Little Coon Oliver
- Will Sampson
- Vincent Mendoza
- K. Tsianina Lomawaima
- Joy Harjo
- Cynthia Leitich Smith